# Voneșta Voda, Veliko Tărnovo
Voneșta Voda (în bulgară Вонеща Вода) este un sat în comuna Veliko Tărnovo, regiunea Veliko Tărnovo,  Bulgaria. 

## Demografie
Componența etnică a satului Voneșta Voda
     Bulgari (93,29%)
     Nicio identificare (6,7%)
     Altele (0%)
La recensământul din 2011, populația satului Voneșta Voda era de 179 locuitori. Din punct de vedere etnic, majoritatea locuitorilor (93,29%) erau bulgari. Pentru 6,7% din locuitori nu este cunoscută apartenența etnică.